# سیات کوردوبا
سئات کوردوبا (SEAT Córdoba) خودرویی است که در سال‌های ۱۹۹۳ تا ۲۰۰۹تولید شده‌است.
این خودرو در کلاس خودرو کامپکت قرار گرفته، است.